# Blade 2
Blade 2 er en amerikansk action/science fiction/gyserfilm fra 2002 med vampyrer som tema. Filmen er instrueret af Guillermo del Toro og manuskriptet er skrevet af David S. Goyer. 

## Medvirkende
- Wesley Snipes som Blade
- Kris Kristofferson som Whistler
- Ron Perlman som Rienhardt
- Luke Goss som Nomak
- Leonor Varela som Nyssa
- Matt Schulze som Chupa
- Norman Reedus som Scud
- Donnie Yen som Snowman
- Danny John-Jules som Asad
- Daz Crawford som Lighthammer